# أولي شتاين
أولي شتاين (بالألمانية: Uli Stein) (مواليد 23 أكتوبر 1954) هو لاعب كرة قدم. يلعب مع منتخب ألمانيا الغربية لكرة القدم. سبق له أن لعب في كأس العالم لكرة القدم مع منتخب بلاده.

## روابط خارجية
- أولي شتاين على موقع قاعدة بيانات كرة القدم.إي يو (الإنجليزية)
- أولي شتاين على موقع بيانات كرة القدم. دي إي (الألمانية)
- أولي شتاين على موقع ناشيونال فوتبول تيمز (الإنجليزية)
- أولي شتاين على موقع عالم كرة القدم.نت (الإنجليزية)